# 瞿麦

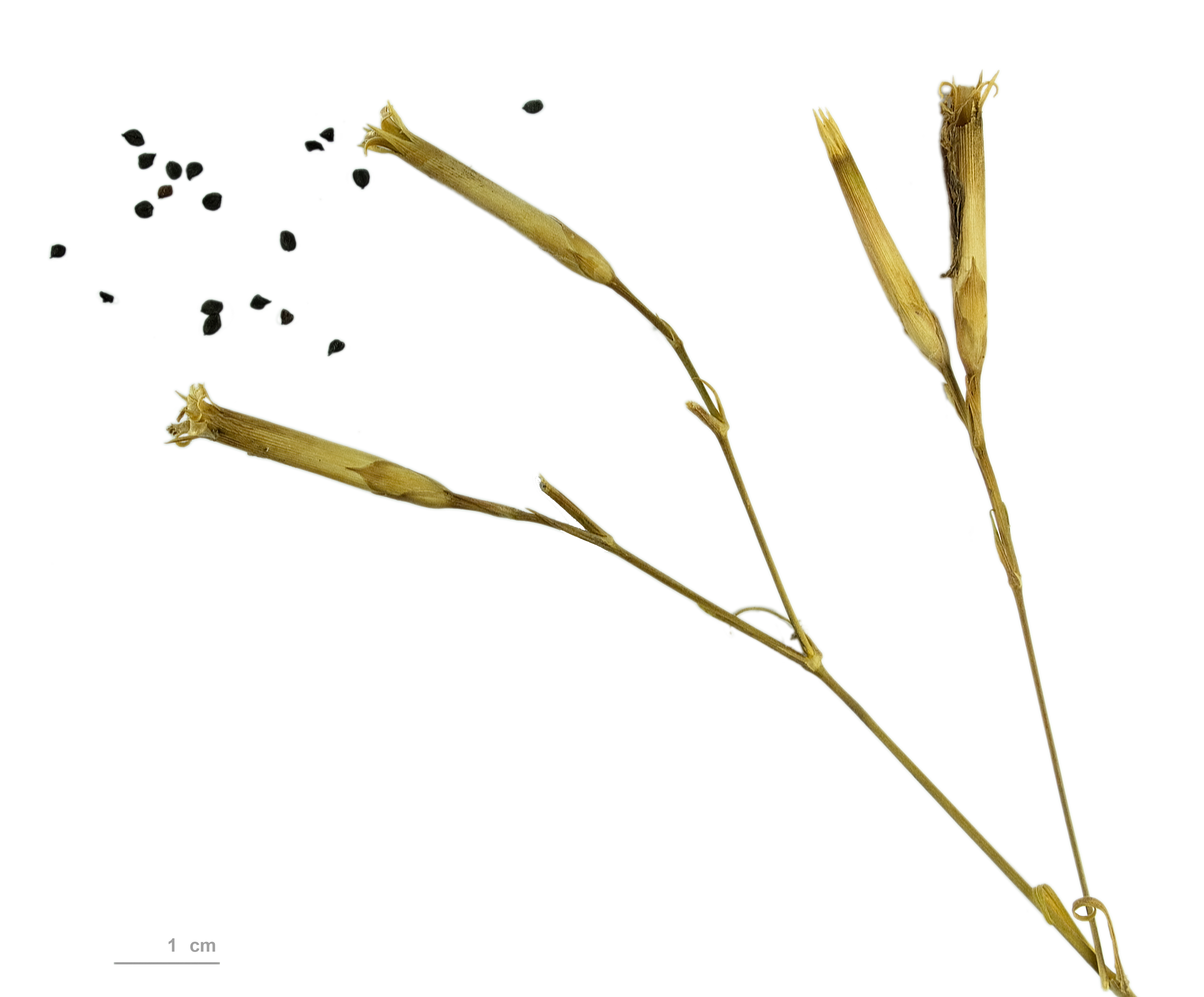
Dianthus superbus

瞿麦（学名：Dianthus superbus），又名蘧麥，是石竹科石竹属的一种植物。其种加词“superbus”意为“华丽的”。

## 形态
多年生草本，株高达80厘米，叶绿至绿灰色，狭长，长达8厘米。花香浓郁，直径3－5厘米，5枚流苏状深裂花瓣，花色粉、紫色等，基部带有绿色，花簇生，顶生於花茎，花期初夏至夏末。

## 分布
分布于西伯利亚、哈萨克斯坦、朝鲜、日本、北欧、中欧、蒙古以及中国大陆的华北、东北、新疆、山东、浙江、江苏、河南、西北、湖北、贵州、四川、江西等地，生长于海拔400米至3,700米的地区，多生长在林缘、草甸、丘陵山地疏林下及沟谷溪边，目前已由人工引种栽培，可食用及入藥。在日本的別稱是「大和撫子」。

## 用途
全草可入药，功效是清热、利尿、破血通经。能杀虫，也可作农药。

## 延伸阅读
[在维基数据编辑]
 《植物名實圖考·瞿麥》，出自吳其濬《植物名實圖考》

## 外部連結
- 瞿麥 Qumai （页面存档备份，存于） 藥用植物圖像數據庫 (香港浸會大學中醫藥學院) （中文）（英文）
- 石竹 （页面存档备份，存于） 藥用植物圖像數據庫 (香港浸會大學中醫藥學院) （中文）（英文）
- 瞿麥 中藥材圖像數據庫  (香港浸會大學中醫藥學院) （中文）（英文）
- 瞿麥 Qu Mai （页面存档备份，存于） 中藥標本數據庫 (香港浸會大學中醫藥學院) （繁體中文）（英文）

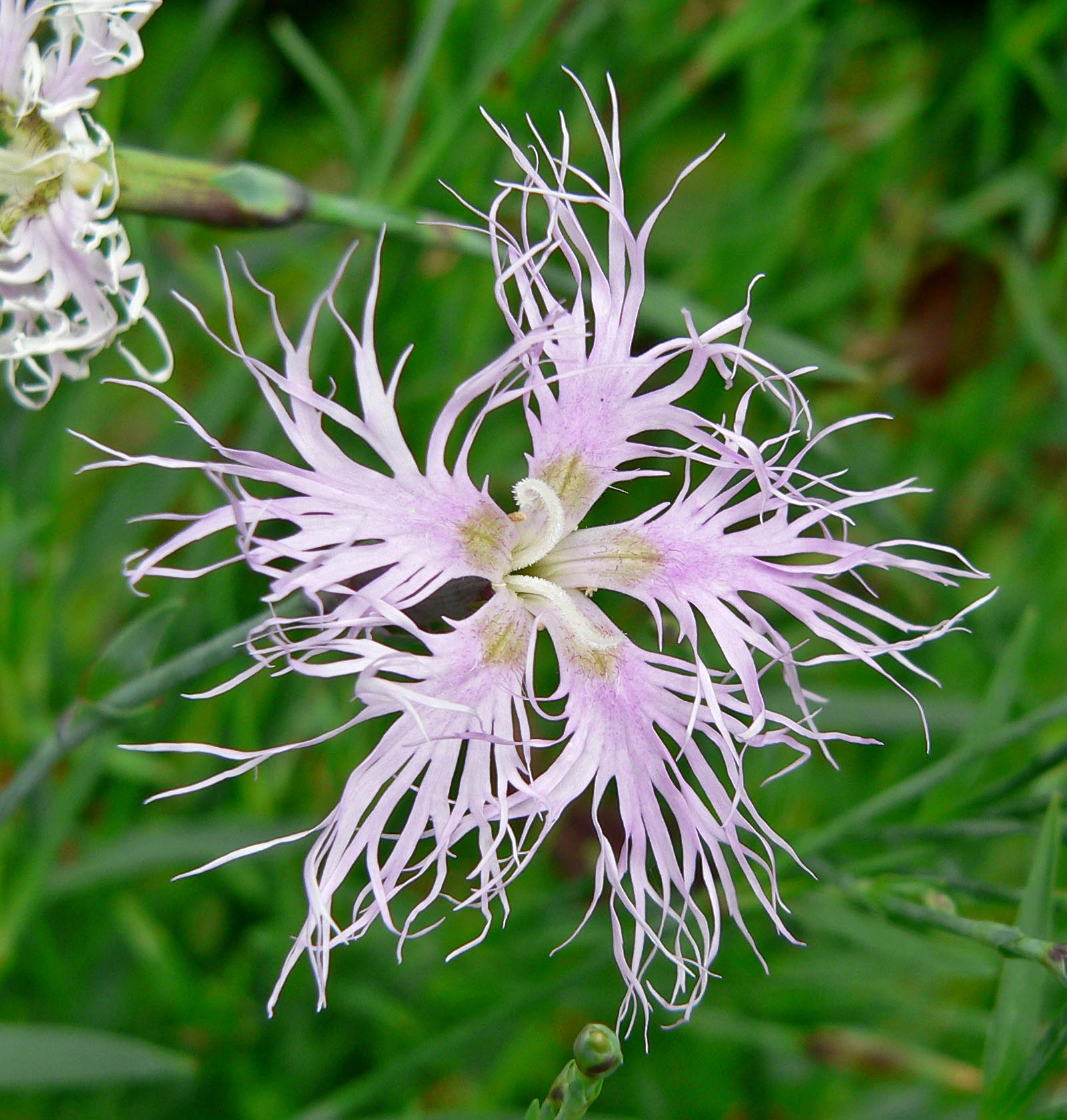